# Концерт для кларнета и альта с оркестром
Концерт для кларнета и альта с оркестром ми минор Op. 88 — сочинение Макса Бруха.
Написан в 1911 году для сына композитора, кларнетиста Макса Феликса Бруха. Первое исполнение состоялось 5 марта 1912 года в Вильгельмсхафене, партию альта исполнил Вилли Хесс; затем автор внёс в партитуру ряд исправлений, и во второй редакции концерт впервые прозвучал 3 декабря 1913 года в Берлине (партия альта — Вернер Шух). Существует также авторская версия для скрипки и альта с оркестром.
Концерт отличается своеобразием оркестровки, начинаясь почти как камерный и постепенно наращивая присутствие духовых инструментов. Побочная тема второй части заимствована Брухом из собственной Сюиты № 2 для оркестра (1906).
Премьера концерта была встречена резко негативными отзывами критики, поскольку музыкальный язык произведения воспринимался как устаревший, принадлежавший к эпохе Шумана и Мендельсона. Произведение было забыто и впервые опубликовано только в 1942 году Отто Линдеманом (1879—1946). Научное издание концерта подготовил в 2010 году Николас Пфайфер.
Записи концерта осуществлены Паулем Мейером и Жераром Коссе с оркестром Лионской оперы под управлением Кента Нагано и Теей Кинг и Нобуко Имаи с Лондонским симфоническим оркестром под управлением Алина Франкиса.

## Состав
1. Andante con moto
2. Allegro moderato
3. Allegro molto

Примерная продолжительность звучания 20 минут.